# Said Khallaf
Said Khallaf es un guionista y director marroquí. Es más conocido por su película de 2016 Una milla en mis zapatos.

## Biografía
Khallaf nació en Casablanca. Emigró a Canadá con la intención de estudiar ingeniería de software, pero acabó estudiando cine. En 2004 ingresó en la Escuela de Cine de Vancouver y asistió a múltiples cursos y talleres, y finalmente obtuvo una licenciatura en estudios cinematográficos en la Universidad de Vancouver en 2010.
Khallaf comenzó su carrera en Vancouver, actuando en el escenario y coescribiendo varias obras de teatro. Durante un año y medio, produjo y dirigió programas para el canal canadiense M2 (ahora MTV2).
Su largometraje A Mile in My Shoes ganó el Gran Premio en el 17º Festival de Cine de Tánger, la Palma de Oro al mejor largometraje en el Festival de Cine Árabe y Europeo de Luxor, y el Semental de Yennenga de FESPACO. Se proyectó en el Downtown Los Angeles FilmFestival de 2016. También ha sido seleccionada como la opción marroquí a la mejor película de habla no inglesa en la 89.ª edición de los premios de la Academia.

## Filmografía

### Largometrajes
- 2016: A Mile in My Shoes (Massafat Mile Bihidayi)[8]
- 2017: Comedy (La Comédie)[9]
- 2019: Les égarés[10]